# パムリコ郡 (ノースカロライナ州)
パムリコ郡（パムリコぐん、英: Pamlico County、 [ˈpæmlɪkoʊ]) ）は、アメリカ合衆国ノースカロライナ州の南東部、大西洋岸に位置する郡である。2010年国勢調査での人口は13,144人であり、2000年の12,934人から1.6%増加した。郡庁所在地はベイボロ町（人口1,263人）であり、同郡で人口最大の町でもある。
パムリコ郡はニューバーン小都市圏に属している。

## 歴史
パムリコ郡は1872年に、ボーフォート郡とクレイブン郡の一部を合わせて設立された。郡名は隣接するパムリコ湾から採られた。パムリコ郡は性格も雰囲気も田園部のままであるが、この10年間ではかなりの住宅開発が進んでいる。これには長い海岸線に惹きつけられた北部の引退者は投資家の存在が大きい。東部にオリエンタルの町があり、沿岸内水路を旅する出発点になっている。西部には未編入の町オリンピアがあり、西部にも同じく未編入のローランドの町がある。西隣のクレイブン郡にはニューバーンの町があり、交易地域となっている。

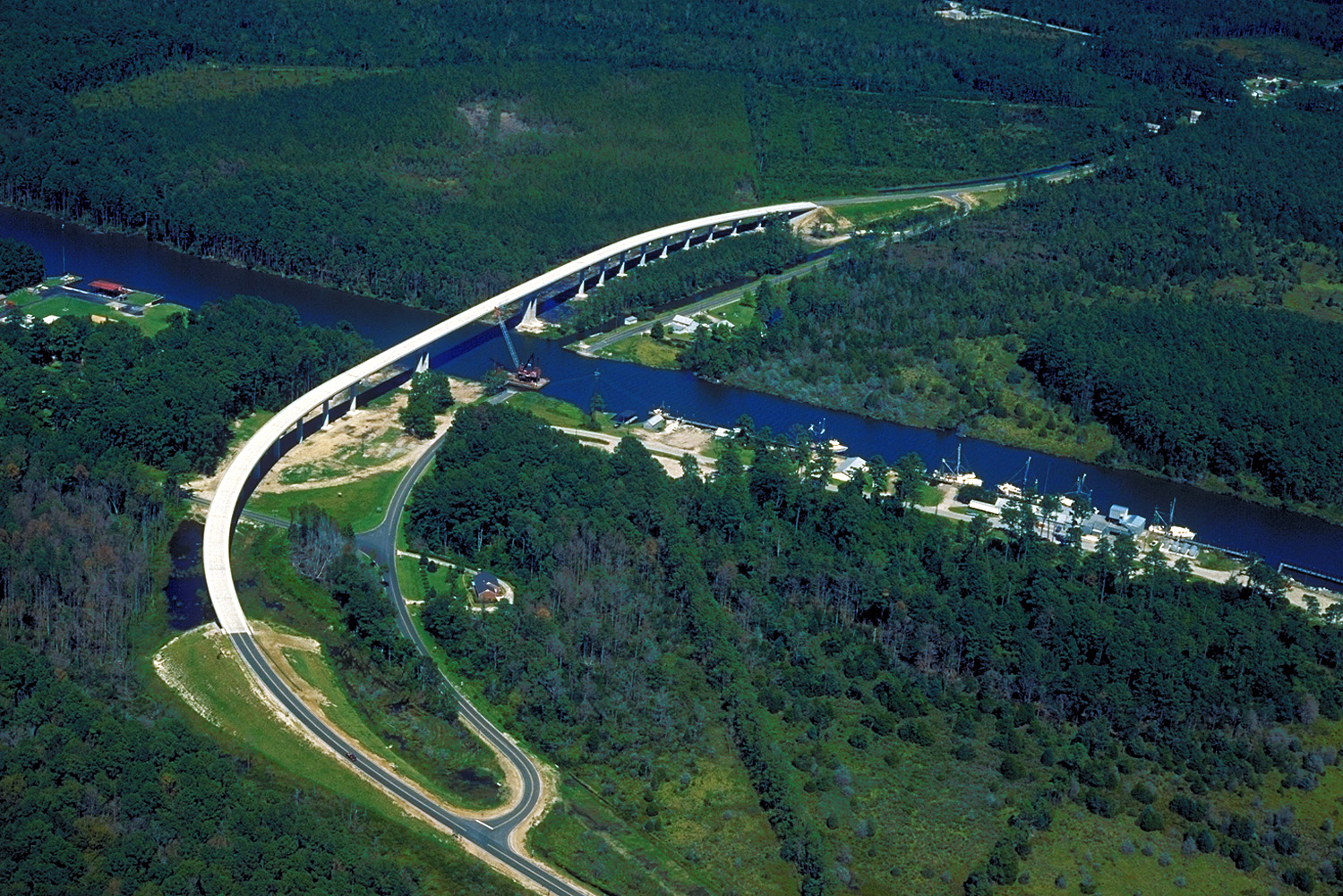
沿岸内水路に架かるホバッケン橋、アメリカ陸軍工兵司令部が昔の跳ね橋を付け替えた。ノースカロライナ州道33号線と304号線が通る

## 郡政府
パムリコ郡は7人の委員で構成される郡政委員会が統治している。
パムリコ郡は、地域自治体の組織である東部カロライナ自治体委員会のメンバーである。

## 地理
アメリカ合衆国国勢調査局に拠れば、郡域全面積は566平方マイル (1,470 km2)であり、このうち陸地337平方マイル (870 km2)、水域は229平方マイル (590 km2)で水域率は40.49%である。

### 郡区
パムリコ郡は5つの郡区に分割されている。郡庁所在地のベイボロは第2郡区に、オリエンタルの町も第2郡区に入っている。

### 隣接する郡
- ボーフォート郡 - 北
- ハイド郡 - 北東（パムリコ・サウンドの対岸）
- カータレット郡 - 南東（ニューズ川入り江の対岸）
- クレイブン郡 - 南西（ニューズ川入り江の対岸）、西

## 人口動態
以下は2000年の国勢調査による人口統計データである。
| 基礎データ - 人口: 12,934人 - 世帯数: 5,178 世帯 - 家族数: 3,717 家族 - 人口密度: 15人/km2（38人/mi2） - 住居数: 6,781軒 - 住居密度: 8軒/km2（20軒/mi2） 人種別人口構成 - 白人: 73.17% - アフリカン・アメリカン: 24.57% - ネイティブ・アメリカン: 0.53% - アジア人: 0.38% - 太平洋諸島系: 0.02% - その他の人種: 0.59% - 混血: 0.74% - ヒスパニック・ラテン系: 1.32% | 年齢別人口構成 - 18歳未満: 21.1% - 18-24歳: 6.4% - 25-44歳: 25.8% - 45-64歳: 28.0% - 65歳以上: 18.8% - 年齢の中央値: 43歳 - 性比（女性100人あたり男性の人口） - 総人口: 101.4 - 18歳以上: 99.8 世帯と家族（対世帯数） - 18歳未満の子供がいる: 25.2% - 結婚・同居している夫婦: 56.6% - 未婚・離婚・死別女性が世帯主: 11.5% - 非家族世帯: 28.2% - 単身世帯: 25.0% - 65歳以上の老人1人暮らし: 12.1% - 平均構成人数 - 世帯: 2.38人 - 家族: 2.81人 | 収入と家計 - 収入の中央値 - 世帯: 34,084米ドル - 家族: 41,659米ドル - 性別 - 男性: 31,806米ドル - 女性: 21,344米ドル - 人口1人あたり収入: 18,005米ドル - 貧困線以下 - 対人口: 15.3% - 対家族数: 11.8% - 18歳未満: 24.2% - 65歳以上: 13.4% |

## 都市と町

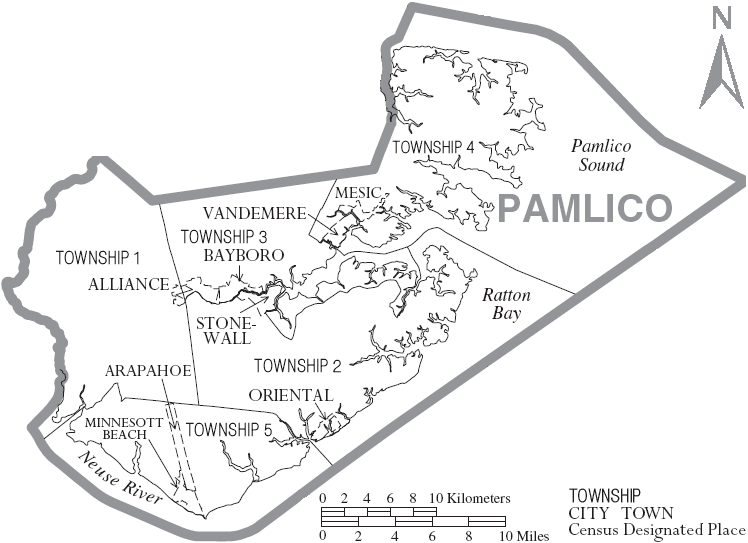
パムリコ郡の自治体と郡区

| - アライアンス - アラパホ - ベイボロ - 郡庁所在地 - グランツボロ - メシック | - ミネソット - オリエンタル - ストーンウォール - バンデミア - マリベル | - フローレンス - メリット - リールズボロ - ホバッケン - ローランド - オリンピア |